# 藤原光継
藤原 光継（ふじわら の みつつぐ）は、鎌倉時代後期から南北朝時代にかけての公家。藤原光泰の次男。葉室家庶流堀川家。葉室光俊の曾孫にあたる。官位は従二位・権中納言、信濃守。

## 経歴
蔵人頭兼宮内卿を経て、嘉暦3年（1328年）9月23日参議に任じられる。後醍醐天皇の隠岐島配流後は光厳天皇に仕え、再び後醍醐天皇に仕えた。元弘3年（1333年）雑訴決断所の構成員となる。建武2年（1335年）8月、中先代の乱鎮圧後の信濃国に国司（信濃守）として下向。鎌倉で朝廷に反旗を翻した足利尊氏に対し、東海道・東山道両道に約1万騎の大軍が発せられると2000騎を率いて合流し大井城を攻め落とした。
後醍醐天皇の京都逐電に伴い解官。翌3年（1336年）正月には後醍醐の近江国坂本の陣に参陣し、延元元年（1336年）5月25日、従二位権中納言に昇進、その後、二条師基に従い河内国に下向した（『南朝編年紀略』）。延元3年/暦応元年（1338年）2月28日、南都合戦で北畠顕家の軍勢の一員として戦い敗死した。